# Edmund Blackadder
(Edmund Blackadder, Blackadder the Third, Ink and Incapability)
Edmund Blackadder è il protagonista della storica serie televisiva Blackadder. Il personaggio viene rappresentato attraverso varie epoche storiche ed è sempre interpretato da Rowan Atkinson.

## Caratteristiche comuni
Alcune caratteristiche comuni accompagnano i vari Edmund Blackadder attraverso le serie. Egli è un personaggio cinico e senza scrupoli, risoluto e macchinatore. Perennemente perseguitato dalla sfortuna, si ritrova - suo malgrado - sempre in mezzo ai guai, dai quali riesce ad uscire sempre grazie a grandi sforzi, piani ingegnosi e tremendi sacrifici. Egli ha sempre e comunque al suo fianco il suo fedele servitore Baldrick.

## Edmund Blackadder attraverso le serie

### Serie I: Principe Edmund "Blackadder" Plantageneto, duca di Edimburgo
Il primo Edmund detto "Blackadder", ovvero "marasso nero", è il giovane principe d'Inghilterra, figliastro dell'immaginario re Riccardo IV d'Inghilterra. È nato nel 1461, da Gertrude of Flanders e Donald McAngus, terzo duca di Argyll. Le sue caratteristiche sono ben diverse da quelle assunte dallo stesso personaggio nelle serie successive. Egli è inetto e poco dotato intellettualmente, altrettanto perseguitato dalla sfortuna come i suoi successori, non è parimenti abile nel togliersi dai guai e nel macchinare piani. I suoi fedeli compagni sono Lord Percy Percy e Baldrick.

### Serie II: Lord Edmund Blackadder
È un nobiluomo alla corte di Elisabetta I d'Inghilterra. È assai più intelligente, scaltro e dotato di fascino del suo antenato, Prince Edmund. Perseguitato dai guai e dai creditori deve di volta in volta accattivarsi il favore della regina, che spesso minaccia di tagliargli la testa, salvare la propria vita, difendere il proprio onore e rimpinguare il proprio patrimonio. È sempre spalleggiato da Lord Percy Percy e Baldrick.

### Serie III: Mr. Edmund Blackadder
Decaduto nobiliarmente, non possiede più alcun titolo, e si trova ridotto a far da maggiordomo al principe del Galles, nell'epoca della rivoluzione francese e delle guerre napoleoniche. È sempre più scaltro ed intrallazzatore, e sempre più propenso a cacciarsi nei guai. Cercherà di farsi eleggere alla camera dei lord, ma verrà insignito al suo posto - per ironia della sorte - il servo Baldrick.

### Serie IV: Capitano Edmund Blackadder
Ufficiale dell'esercito di sua maestà britannica durante la prima guerra mondiale. Il suo unico obiettivo è rimandare gli assalti e cercare di ottenere compiti da imboscato nelle retrovie per rimanere vivo. Afferma di essere entrato nell'esercito nel 1888, nel 19/45 East African Rifles, un corpo militare immaginario, e di aver combattuto in Africa contro i Watussi. Comanda il soldato semplice Baldrick ed il Tenente George.